# Johann Jakob Heinlin
Johann Jakob Heinlin (häufig auch Johann Jacob Hainlin, selten Heinlein; * 21. Dezember 1588 in Bernhausen; † 4. September 1660 in Bebenhausen) war ein lutherischer Geistlicher und Theologe sowie Mathematiker.

## Leben
Heinlin erhielt seine frühe Bildung an der Schule von Calw. Dort war sein Vater als Spezialsuperintendent tätig. Unter Herzog Friedrich von Württemberg wurde er im Alter von neun Jahren zu dessen Hofchorknaben gerufen und wurde im Haus des Kapellmeisters untergebracht. Dies ermöglichte ihm das Pädagogium Stuttgart zu besuchen. Fünfeinhalb Jahre verblieb er in Stuttgart. Anschließend kam er auf die Klosterschulen von Hirsau und Bebenhausen. Nachdem er 1606 die Reife zum Studium der Theologie und Philosophie erreicht hatte, wechselte er an das Tübinger Stift. Neben seinem Hauptstudium besuchte er an der Universität Tübingen zudem Vorlesungen zu Mathematik und Astronomie. Bereits im Jahr 1607 konnte er den Magistergrad erlangen.
Heinlin gehörte in Tübingen zum Freundeskreis des chiliastischen Juristen und Theosophen Tobias Heß und mit ihm Johann Valentin Andreae, Christoph Besold, Wilhelm Bidembach von Treuenfels, Abraham Hölzel, Thomas Lansius und Samuel Hafenreffer.
Heinlin verdingte sich zunächst als Repetent für Astronomie und morgenländische Sprachen am Tübinger Stift und trat in dieser Zeit mit Wilhelm Schickard in näheren Austausch. 1613 wurde er Diaconus in Bietigheim, 1621 dann Pfarrer von Oberriexingen. Dort wohnte eine kurze Zeit Johannes Kepler bei ihm und bot ihm die Möglichkeit seine Kenntnisse in der Mathematik zu vertiefen. 1624 erfolgte die Ernennung zum Spezialsuperintendenten vom Herrenberg. 1635 kam er als Prediger nach Böblingen, 1638 nach Derendingen. Nach dem Tod seines Studienkollegens Wilhelm Schickhard 1635 vertrat er außerdem über zwei Jahre dessen Professur für Mathematik und Astronomie an der Tübinger Universität.
Heinlin wurde, nachdem die Wirren des Dreißigen Krieges weitgehend überwunden waren, von Herzog Eberhard III. von Württemberg 1649 zum Abt von Adelberg ernannt sowie 1650 zudem zum Informator des Prinzen Johann Friedrich am Collegium illustre. Als sein Jugendfreund Johann Valentin Andreae 1654 verstarb, wurde Heinlin zu dessen Nachfolger als Generalsuperintendent sowie Abt von Bebenhausen ernannt. Dieses Amt hatte er bis zu seinem Tod inne. Mit Andreae hatte er zuvor das Kirchenwesen in Württemberg im Nachgang des Dreißigjährigen Krieges wiedererrichtet.

## Werke (Auswahl)
- Zeit-Schlüssel d. i. ein newe geheime Rechnung; Brunn, Tübingen 1642.
- Sol Temporum Sive Chronologia Mystica, Brunn, Tübingen 1646.
- Synopsis mathematica, Reis, Tübingen 1653, 1663 und 1679.
- Summarien Oder gründliche Auslegung Uber die gantze Heil. Schrifft Alten und Neuen Testamentes, Wie auch Uber die so genannten Apocrypha, Gleditisch, Leipzig 1709.